# Bracon vicinus
Bracon vicinus är en stekelart som beskrevs av Gaspard Auguste Brullé 1846. Bracon vicinus ingår i släktet Bracon och familjen bracksteklar. Inga underarter finns listade.